# Kozármisleny
Kozármisleny (dt.:Mischlen) ist eine Kleinstadt im Süden von Ungarn. Sie liegt im Komitat Baranya und gehört zum Kreis Pécs.

## Lage und Verkehr
Kozármisleny liegt verkehrsgünstig an der Landstraße 57 nach Mohács und an der im März 2010 eröffneten Autobahn M60 Pécs - Budapest ca. 200 km südsüdwestlich von Budapest, 110 km südlich vom Balaton und ca. 10 km südöstlich der Komitatshauptstadt Pécs im Branauer Hügelland (Baranyai Dombság).

## Geschichte
Kozármisleny entstand 1928 durch die Vereinigung der beiden kleineren Gemeinden Kiskozár und Misleny. Erstere wurde erstmals 1332 urkundlich erwähnt, Zweitere 1266. Beide Ortsteile waren in der Türkenzeit bewohnt, im 18. Jahrhundert war Kiskozár zuerst von Ungarn und Südslawen, später mehrheitlich von Deutschen bewohnt, während Misleny ständig von Ungarn bewohnt war. Im Jahre 2007 wurde Kozármisleny zur Stadt erhoben.

## Sport und Freizeit
Die Fußball-Mannschaft des Sportverein Kozármisleny (Kozármisleny SE) spielt in der 3. Liga (Nemzeti Bajnokság III) in Ungarn. Es gibt auch eine moderne Sporthalle und eine Skateboardanlage. Außerdem existieren 4 Angelteiche.

## Rundfunksender
Östlich von Kozármisleny befindet sich ein Rundfunksender für die Mittelwellenfrequenz 873 kHz, der als Sendeantenne einen 133 Meter hohen abgespannten Stahlfachwerkmast benutzt.

## Städtepartnerschaften
- Marosújvár, Rumänien
- Sezze, Italien
- Kopačevo, Kroatien
- Orimattila, Finnland